# Lophius brachysomus
Lophius brachysomus is een  uitgestorven straalvinnige vissensoort uit de familie van zeeduivels (Lophiidae). De wetenschappelijke naam van de soort is voor het eerst geldig gepubliceerd in 1835 door Agassiz.